# Lijst van nummer 1-hits in Duitsland in 2003
Deze hits stonden in 2003 op nummer 1 in de Musikmarkt Top 100, de bekendste hitlijst in Duitsland.
| Datum        | Artiest                         | Titel                                      |
| ------------ | ------------------------------- | ------------------------------------------ |
| 3 januari    | Die Gerd Show                   | Der steuersong (Las kanzlern)              |
| 10 januari   | Deutschland sucht den Superstar | We Have a Dream                            |
| 17 januari   | Deutschland sucht den Superstar | We Have a Dream                            |
| 24 januari   | Deutschland sucht den Superstar | We Have a Dream                            |
| 31 januari   | Deutschland sucht den Superstar | We Have a Dream                            |
| 7 februari   | Deutschland sucht den Superstar | We Have a Dream                            |
| 14 februari  | Deutschland sucht den Superstar | We Have a Dream                            |
| 21 februari  | t.A.T.u.                        | All the Things She Said                    |
| 28 februari  | t.A.T.u.                        | All the Things She Said                    |
| 7 maart      | t.A.T.u.                        | All the Things She Said                    |
| 14 maart     | t.A.T.u.                        | All the Things She Said                    |
| 21 maart     | t.A.T.u.                        | All the Things She Said                    |
| 28 maart     | Alexander                       | Take Me Tonight                            |
| 4 april      | Alexander                       | Take Me Tonight                            |
| 11 april     | Daniel K.                       | You Drive Me Crazy                         |
| 18 april     | Alexander                       | Take Me Tonight                            |
| 25 april     | Daniel K.                       | You Drive Me Crazy                         |
| 2 mei        | No Angels                       | No Angel (It's All in Your Mind)           |
| 9 mei        | 50 Cent                         | In da Club                                 |
| 16 mei       | Yvonne Catterfeld               | Für dich                                   |
| 23 mei       | Yvonne Catterfeld               | Für dich                                   |
| 30 mei       | Yvonne Catterfeld               | Für dich                                   |
| 6 juni       | Yvonne Catterfeld               | Für dich                                   |
| 13 juni      | Yvonne Catterfeld               | Für dich                                   |
| 20 juni      | Yvonne Catterfeld               | Für dich                                   |
| 27 juni      | RZA & Xavier Naidoo             | Ich kenne nichts (das so schön ist wie du) |
| 4 juli       | Outlandish                      | Aïcha                                      |
| 11 juli      | Outlandish                      | Aïcha                                      |
| 18 juli      | Outlandish                      | Aïcha                                      |
| 25 juli      | Outlandish                      | Aïcha                                      |
| 1 augustus   | Outlandish                      | Aïcha                                      |
| 8 augustus   | The Rasmus                      | In the Shadows                             |
| 15 augustus  | Pur                             | Ich denk an dich                           |
| 22 augustus  | DJ Ötzi & Eric Dikeb            | Burger Dance                               |
| 29 augustus  | Lumidee                         | Never Leave You (Uh Oooh, Uh Oooh)         |
| 5 september  | Martin Kesici                   | Angel of Berlin                            |
| 12 september | Lumidee                         | Never Leave You (Uh Oooh, Uh Oooh)         |
| 19 september | Martin Kesici                   | Angel of Berlin                            |
| 26 september | Die Ärzte                       | Unrockbar                                  |
| 3 oktober    | Dido                            | White Flag                                 |
| 10 oktober   | The Black Eyed Peas             | Where Is the Love?                         |
| 17 oktober   | The Black Eyed Peas             | Where Is the Love?                         |
| 24 oktober   | The Black Eyed Peas             | Where Is the Love?                         |
| 31 oktober   | The Black Eyed Peas             | Where Is the Love?                         |
| 7 november   | Alexander                       | Free Like the Wind                         |
| 14 november  | Alexander                       | Free Like the Wind                         |
| 21 november  | Overground                      | Schick mir 'nen engel                      |
| 28 november  | Preluders                       | Everyday Girl                              |
| 5 december   | Overground                      | Schick mir 'nen engel                      |
| 12 december  | Sarah Connor & Naturally 7      | Music Is the Key                           |
| 19 december  | The Black Eyed Peas             | Shut Up                                    |
| 26 december  | The Black Eyed Peas             | Shut Up                                    |